# Only Happy When It Rains
Only Happy When It Rains är en sång av Garbage, utgiven som singel den 17 september 1995. "Only Happy When It Rains" nådde andraplatsen på UK Rock & Metal.

## Låtlista
Singel (7")
1. "Only Happy When It Rains" – 3:58
2. "Girl Don't Come" – 2:03
3. "Sleep" – 1:41